# Ryszard Łukaszewicz (1925–1987)
Ryszard Łukaszewicz (ur. 12 stycznia 1925 w Warszawie, zm. 10 czerwca 1987 tamże
) – polski inż. elektronik.

## Życiorys
Brat Leona Łukaszewicza. W 1943 roku na tajnych kompletach ukończył I Państwowe Gimnazjum i Liceum im. Stefana Batorego w Warszawie.
Podczas okupacji działał w Wojskowej Służbie Ochrony Powstania.
Walczył w powstaniu warszawskim, ps. „Oleś”, w zgrupowaniu „Kryska”. Wraz z berlingowcami ewakuował się na Pragę. W styczniu 1945 roku wrócił do wyzwolonej Warszawy lecz został aresztowany i wywieziony na Syberię. W 1947 roku powrócił do Warszawy.
W 1954 roku ukończył studia na Wydziale Łączności   Politechniki Warszawskiej, był docentem w Instytucie Maszyn Matematycznych.
Został pochowany na cmentarzu Powązkowskim w Warszawie (kwatera 196-2-29,30).

## Ordery i odznaczenia
- Krzyż Walecznych (dwukrotnie)[2]
- Virtuti Militari[4]